# Jacques Chaudron
Jacques Auguste Chaudron (* 2. Juni 1889 in Paris; † 16. Juni 1969 ebenda) war ein französischer Eishockeyspieler.  

## Karriere
Jacques Chaudron nahm für die französische Eishockeynationalmannschaft an den Olympischen Winterspielen 1924 in Chamonix teil. Auf Vereinsebene spielte er für den Club des Patineurs de Paris. Mit diesem gewann er in der Saison 1921/22 den französischen Meistertitel.

## Erfolge und Auszeichnungen
- 1922 Französischer Meister mit dem Club des Patineurs de Paris